# Aiton (Rumanía)
Aiton es una comuna de Rumania, en el distrito de Cluj. Su población en el censo de 2002 era de 1.350 habitantes.
- Datos: Q16426133
- Multimedia: Aiton, Cluj / Q16426133

1. ↑  Worldpostalcodes.org,código postal n.º 407025.